# L'os i els dos companys
L'os i els dos companys és un relat inclòs al cinquè volum de les Faules de La Fontaine i als reculls d'Isop i diversos poetes llatins.

## Argument
Dos amics van caminant per un bosc quan senten com un os s'apropa. Un d'ells puja a un arbre per esquivar-lo i l'altre es fa el mort. L'os arriba, ensuma el noi estirat a terra i el deixa estar. Quan l'altre baixa de l'arbre li pregunta què li ha dit l'os, car semblava que li parlés i el jove respon que li ha aconsellat malfiar-se dels presumptes amics que abandonen la gent en cas de necessitat.

## Anàlisi
La faula va tenir força èxit durant l'edat mitjana, on s'usava per ensenyar valors als nens i la importància de la lleialtat entre amics. La seva popularitat ha propiciat diverses adaptacions, entre les quals destaca la inclusió dins Les Animaux Modèles (1941) de Francis Poulenc o les versions artístiques de Marc Chagall.